# آرنسبيرغ (منطقة)

منطقة آرنسبرغ الإدارية

محافظة آرنسبرغ هي منطقة إدارية من خمس مناطق إدارية في ولاية شمال الراين - فستفاليا.

## جغرافيا
تقع محافظة آرنسبرغ في جنوب شرق ولاية شمال الراين - فستفاليا. وهي تغطي منطقة شمال غرب البلاد مع خمس مدن رئيسية وجزء كبير من منطقة حوض الرور ذي الكثافة السكانية العالية. وفي المقابل، تسود في المناطق الشرقية والجنوبية كثافة سكانية أقل.

### المحافظات والولايات المجاورة
تحد محافظة آرنسبرغ من الشمال محافظتي دورتموند ومونستر، ومن الشرق ولاية هسن، ومن الجنوب راينلاند - بالاتينات ومن الغرب محافظتي كولونيا ودوسلدورف.